# Луговской (Ханты-Мансийский район)
Луговской — посёлок в России, находится в Ханты-Мансийском районе, Ханты-Мансийского автономного округа — Югры. Входит в состав сельского поселения «Луговской». Расположен на берегу реки Обь, в 30 км. к западу от города Ханты-Мансийска.

## Население
| 2010 |
| ---- |
| 1599 |

Население на 1 января 2008 года составляло 1676 человек.

### Статистика населения
| Год  | Численность постоянного населения (среднегодовая) |
| ---- | ------------------------------------------------- |
| 2002 |                                                   |
| 2008 | 1676                                              |
| 2010 |                                                   |

## Климат
Климат резко континентальный, зима суровая, с сильными ветрами и метелями, продолжающаяся семь месяцев. Лето относительно тёплое, но скоротечное.

## Достопримечательности
В 2008 году в Югре был создан памятник природы регионального значения «Луговские мамонты». Луговское местонахождение мамонтовой фауны известно с конца 1950-х годов. К началу 2002 года было собрано более 4,5 тыс. ископаемых остатков позвоночных (в основном мамонтов), а также несколько экземпляров палеолитических орудий: отщепов, осколов и пластин неправильной формы с ретушью проксимального края. Возраст предметов датируется сартанским временем (15—10 тыс. лет назад). Ископаемые останки приурочены к донным отложениям Мамонтова ручья, прорезающего тело террасы. Общая площадь памятника природы составляет 161,2 га.
В сентябре 2002 года биологом А.Ф. Павловым и палеонтологом  Е. Н. Мащенко на местонахождении был найден грудной позвонок мамонта со следами поражения вкладышевым оружием. Эта находка способствовала появлению новых взглядов на охоту на мамонта, подкрепляющих или опровергающих старые точки зрения на данную проблему. Анализируя разные аспекты взаимодействия человека и мамонта, археолог Сериков Ю. Б. пришёл к выводу, что мамонт являлся опасным и трудноуязвимым для палеолитического охотника животным. Следовательно, истребительных охот на мамонтов быть не могло. Видимо, человек мог охотиться на мамонтов только в кризисных ситуациях и только на отдельных ослабленных болезнью или раной животных.

## Известные уроженцы
В посёлке Луговской родился Евгений Владимирович Куйвашев — 3-й губернатор Свердловской области.